# Правдово
Правдово (пол. Prawdowo, нім. Wahrendorf; until 1929: Prawdowen) — село в Польщі, у гміні Міколайки Мронґовського повіту Вармінсько-Мазурського воєводства.
Населення — 317 осіб (2011).
У 1975-1998 роках село належало до Сувальського воєводства.

## Демографія
Демографічна структура станом на 31 березня 2011 року:
|          | Загалом | Допрацездатний вік | Працездатний вік | Постпрацездатний вік |
| -------- | ------- | ------------------ | ---------------- | -------------------- |
| Чоловіки | 160     | 30                 | 117              | 13                   |
| Жінки    | 157     | 27                 | 101              | 29                   |
| Разом    | 317     | 57                 | 218              | 42                   |